# IAAF Hall of Fame

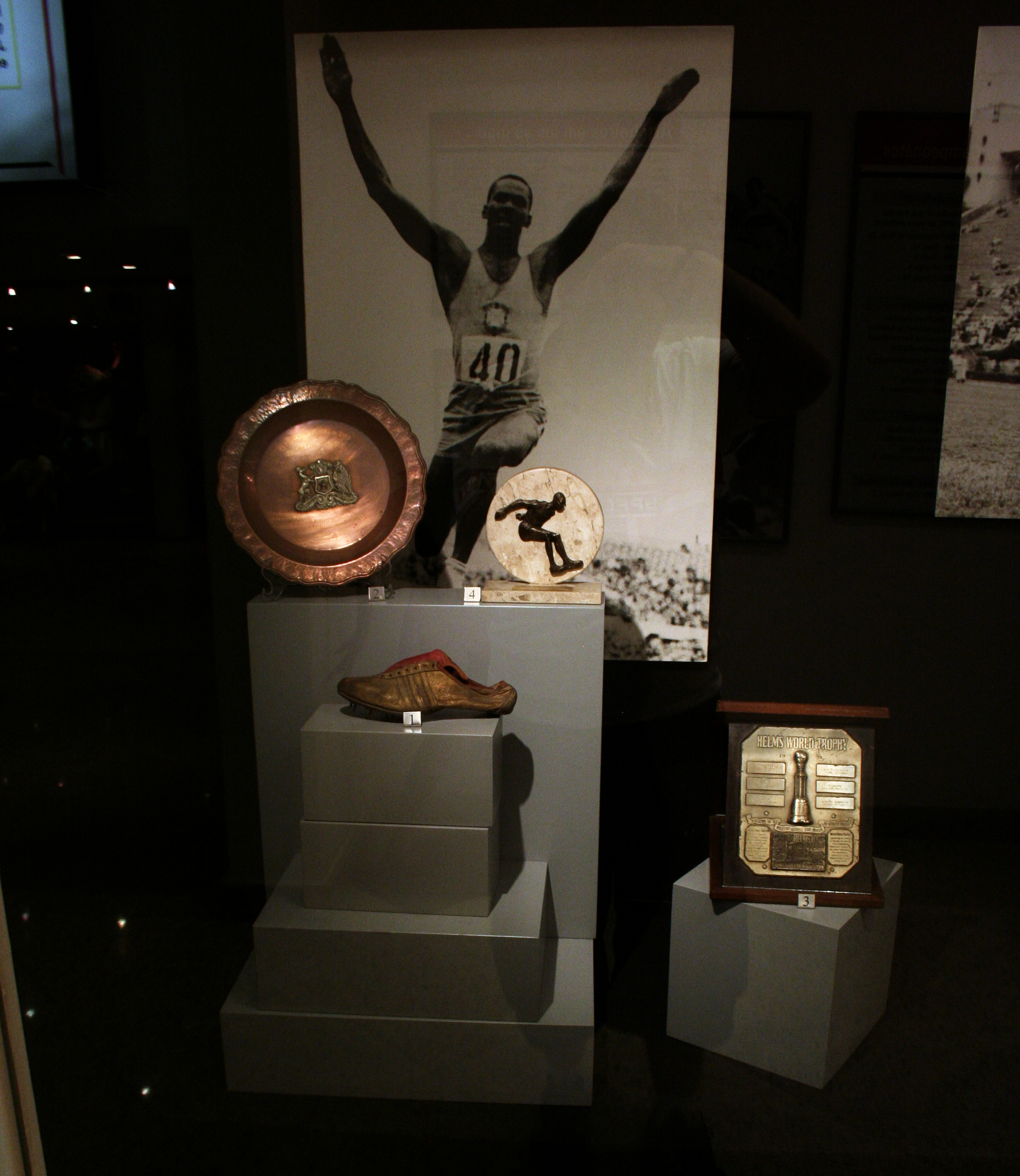
Adhemar Ferreira da Silva, o primeiro brasileiro a entrar no IAAF Hall of Fame

O IAAF Hall of Fame é um hall da fama criado pela IAAF em 2012. O IAAF Hall of Fame intenta honorificar individualmente os que contribuíram de forma valorosa para o atletismo, tanto internacionamente quanto para seus países. A primeira turma, composta de 12 pessoas, entrou no Hall em novembro de 2012.

## Membros
- Iolanda Balaș, Romênia
- Abebe Bikila, Etiópia
- Fanny Blankers-Koen, Holanda
- Valeriy Brumel, Rússia (competindo pela União Soviética)
- Sergei Bubka, Ucrânia (competindo pela União Soviética)
- Sebastian Coe, Reino Unido
- Betty Cuthbert, Austrália
- Babe Didrikson Zaharias, Estados Unidos
- Harrison Dillard, Estados Unidos
- Heike Drechsler, Alemanha (competindo pela Alemanha Oriental)
- Hicham El Guerrouj, Marrocos
- Glenn Davis, Estados Unidos
- Volodymyr Holubnychy, Ucrânia (competindo pela União Soviética)
- Marjorie Jackson, Austrália
- Michael Johnson, Estados Unidos
- Jackie Joyner-Kersee, Estados Unidos
- Alberto Juantorena, Cuba
- Wang Junxia, China
- Kipchoge Keino, Quênia
- Marita Koch, Alemanha (competindo pela Alemanha Oriental)
- Hannes Kolehmainen, Finlândia
- Robert Korzeniowski, Polônia
- Stefka Kostadinova, Bulgária
- Carl Lewis, Estados Unidos
- Natalya Lisovskaya, Rússia (competindo pela União Soviética)
- Jānis Lūsis, Letônia (competindo pela União Soviética)
- Svetlana Masterkova, Rússia (competindo pela União Soviética)
- Bob Mathias, Estados Unidos
- Noureddine Morceli, Argélia
- Edwin Moses, Estados Unidos
- Paavo Nurmi, Finlândia
- Dan O'Brien, Estados Unidos
- Parry O'Brien, Estados Unidos
- Al Oerter, Estados Unidos
- Jesse Owens, Estados Unidos
- Marie-José Pérec, França
- Wilma Rudolph, Estados Unidos
- Viktor Saneyev, Geórgia  (competindo pela União Soviética)
- Yuriy Sedykh, Rússia (competindo pela União Soviética)
- Adhemar da Silva, Brasil
- Peter Snell, Nova Zelândia
- Shirley Strickland, Austrália
- Irena Szewińska, Polônia
- Daley Thompson, Reino Unido
- Lasse Virén, Finlândia
- Grete Waitz, Noruega
- Cornelius Warmerdam, Estados Unidos
- Emil Zátopek, Tchecoslováquia